# Daventry (Engeland)
Daventry is een civil parish in het bestuurlijke gebied Daventry district, in het Engelse graafschap Northamptonshire. De plaats telt 25.026 inwoners.
Daventry ligt aan de autosnelweg M1. Er zijn fabrieken van auto-onderdelen. De plaatselijke rugbyclub is vermaard in Engeland.
De stad ligt direct ten westen van Borough Hill, een neolithische verdedigingsheuvel, waarop ook de Romeinen enige tijd een nederzetting hadden.
In het Domesday Book van 1085 wordt de stad genoemd als "Daefantrei". Britse historici gaan ervan uit dat de naam nog vroeger : Daefantreo, dat is: boom van Dafe, luidde. In de tijd van de Angelsaksen, voor de bekering van Engeland tot het christendom, heeft er vermoedelijk een heilige, aan Wodan of Donar gewijde eik gestaan.
Gedurende de Middeleeuwen was Daventry een marktstadje aan een knooppunt van handelswegen. Van 1925 tot 1992 had de BBC er een belangrijke radiozender.